# Zobnatica
Zobnatica (izvirno srbsko Зобнатица) je naselje v Srbiji, ki upravno spada pod Občino Bačka Topola; slednja pa je del Severnobačkega upravnega okraja.

## Demografija
V naselju živi 250 polnoletnih prebivalcev, pri čemer je njihova povprečna starost 41,0 let (39,4 pri moških in 42,7 pri ženskah). Naselje ima 110 gospodinjstev, pri čemer je povprečno število članov na gospodinjstvo 2,73.
|  |

| Demografija | Demografija     | Demografija     |
| Leto        | Št. prebivalcev | Št. prebivalcev |
| ----------- | --------------- | --------------- |
|             |                 |                 |
|             |                 |                 |
|             |                 |                 |
|             |                 |                 |
| 1948        | 1042            |                 |
| 1953        | 691             |                 |
| 1961        | 927             |                 |
| 1971        | 829             |                 |
| 1981        | 573             |                 |
| 1991        | 388             | 388             |
| 2002        | 309             | 309             |
|             |                 |                 |

| Etnična sestava po popisu iz leta 2002 | Etnična sestava po popisu iz leta 2002 | Etnična sestava po popisu iz leta 2002 | Etnična sestava po popisu iz leta 2002 | Etnična sestava po popisu iz leta 2002 |
| -------------------------------------- | -------------------------------------- | -------------------------------------- | -------------------------------------- | -------------------------------------- |
| Madžari                                | Madžari                                |                                        | 194                                    | 62,78%                                 |
| Srbi                                   | Srbi                                   |                                        | 72                                     | 23,30%                                 |
| Jugoslovani                            | Jugoslovani                            |                                        | 15                                     | 4,85%                                  |
| Hrvati                                 | Hrvati                                 |                                        | 10                                     | 3,23%                                  |
| Slovenci                               | Slovenci                               |                                        | 3                                      | 0,97%                                  |
| Črnogorci                              | Črnogorci                              |                                        | 1                                      | 0,32%                                  |
| Bunjevci                               | Bunjevci                               |                                        | 1                                      | 0,32%                                  |
| Neznano                                | Neznano                                |                                        | 2                                      | 0,64%                                  |